# 玉高丸

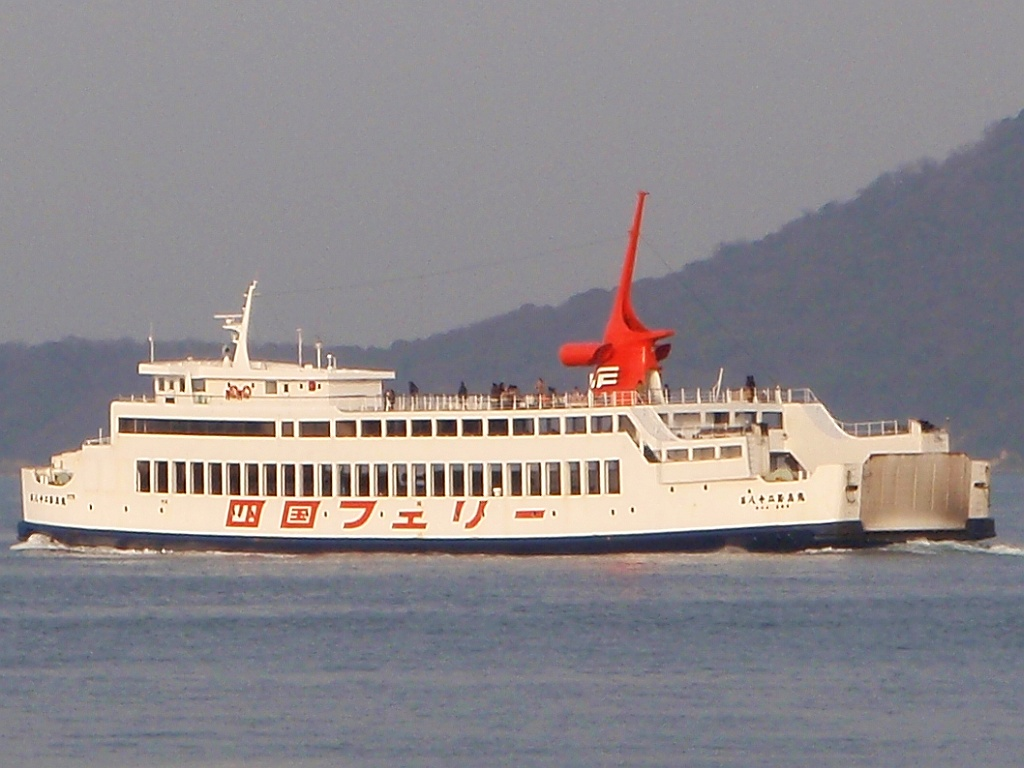
第八十二玉高丸 - 高松港

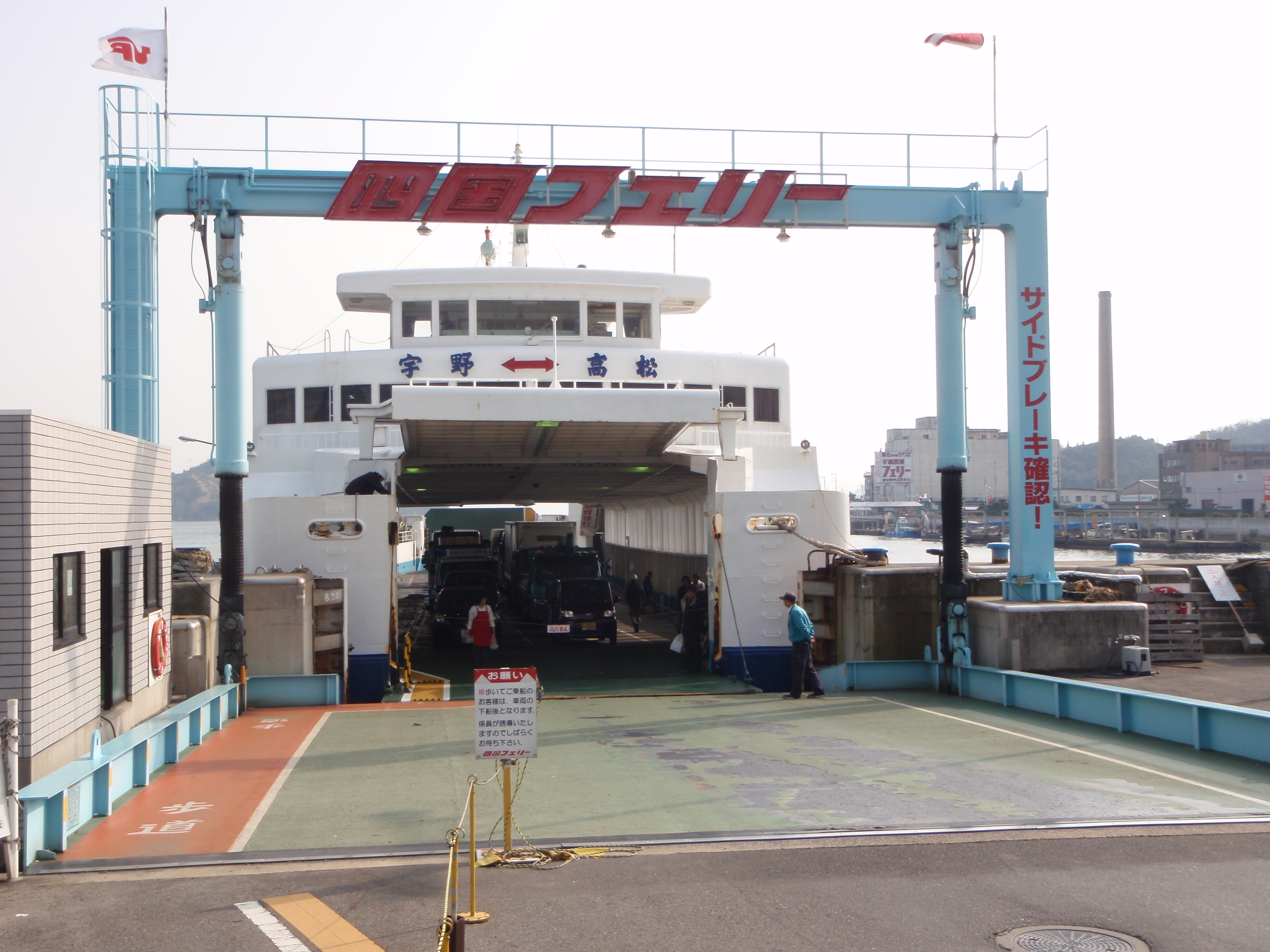
接岸時の様子（第八十二玉高丸） - 宇野港

玉高丸（たまたかまる）は、かつて四国急行フェリーが宇野港と高松港間（高松・宇野航路）で運航していたフェリーである。
2017年3月13日からの「第一しょうどしま丸」（高松ー土庄航路から転籍）就航、同年4月1日からの高松ー宇野航路の2隻→1隻体制への変更に伴い、第八十五玉高丸が2017年3月12日付で、第八十七玉高丸が同年3月31日付で、それぞれ退役した。
船名は、玉野市と高松市から1字ずつ取っている。
※航路および運航主体については、四国フェリーを参照。
※2019年12月16日をもってこの航路は休止された。

## 概要
当初は旅客設備を持たない木造貨物フェリーであったが、第十一玉高丸以降は鋼船となり、第十二玉高丸からは一般的な旅客フェリーとなった。その後は年々大型化したが、1988年の瀬戸大橋開通後の就航船は車両航送能力をなお増強する一方、旅客定員が縮小されている。
船内客室には、テレビ・売店・マッサージチェアーがあった。また、無料で利用できる浴室が設けられていた。
※就航船舶により設備は異なる。

## かつて就航していた船舶
- 第一玉高丸[1]

1956年5月進水、中崎造船建造、木造。58.30総トン、全長21m、幅6.50m、焼玉機関、航海速力8ノット。
旅客定員12名、バス5台またはトラック8台。
- 第二玉高丸[1]

1958年9月進水、51.46総トン、全長21m、幅6.30m、焼玉機関、航海速力8ノット。
旅客定員12名、バス3台またはトラック5台。
- 第三玉高丸[1]

1960年9月進水、112.07総トン、全長27m、幅7m、焼玉機関、航海速力8.5ノット。
旅客定員12名、トラック8台。
- 第十一玉高丸

1962年12月竣工・就航、1964年改装。194.6総トン（のち235総トン）、全長38.4m、幅8.3m、出力600馬力、航海速力10.5ノット（最大11.6ノット）。
旅客定員12名。車両積載数：乗用車24台。竹原造船建造。
1972年12月退役し売船。
- 第十二玉高丸・第十三玉高丸

（第十二玉高丸）1963年竣工。1972年、退役し売船。（第十三玉高丸）1964年3月竣工・就航。1964年、小豆島急行フェリーに転籍。
（以下、共通の諸元）
270.9総トン、全長35.6m、幅8.7m、出力650馬力、航海速力10.0ノット（最大13.0ノット）。
旅客定員162名?。車両積載数：乗用車24台。浮田造船所建造。
- 第二十一玉高丸

1964年9月竣工・就航、1968年改装。312.0総トン（のち355.4総トン）、全長39.2m、幅9.2m、出力1,200馬力、航海速力11.2ノット（最大13.0ノット）。
旅客定員263名。車両積載数：トラック（8t換算）14台。これ以降讃岐造船鉄工所建造。
1974年売船。1979年、フィリピンに売船。
- 第二十二玉高丸

1965年4月竣工・就航。389.0総トン、全長40.6m、幅10.2m、出力900馬力、航海速力10.0ノット（最大11.17ノット）。
旅客定員350名。車両積載数：トラック（8t換算）14台。讃岐造船鉄工所建造。
1976年10月売船。
- 第二十三玉高丸→おおべ→豊松丸

1967年12月竣工・就航。403.0総トン、全長42.0m、幅10.4m、出力1,600馬力、航海速力12.0ノット（最大14.0ノット）。
旅客定員381名。車両積載数：乗用車40台。讃岐造船鉄工所建造。
1978年9月、瀬戸内観光汽船に売船し、船名を「おおべ」に変更。1988年、豊島総合観光開発に売船し、船名を「豊松丸」に変更。1993年、日本船舶明細書より削除。
- 第三十一玉高丸・第三十二玉高丸

（第三十一玉高丸）1969年7月竣工・就航。（第三十二玉高丸）1969年竣工。
（以下、共通の諸元）
498.7総トン、全長51.0m、幅11.4m、出力2,000馬力、航海速力12.0ノット（最大14.0ノット）。
旅客定員480名。車両積載数：乗用車50台。讃岐造船鉄工所建造。
1980年、フィリピンに売船。
- 第五十一玉高丸→第二さかいで丸

1972年竣工。「第三十一玉高丸」（前述）と同型船。
1980年11月、宇高国道フェリーに売船。船名を「第二さかいで丸」に変更し、児坂フェリーで使用。1988年、フィリピンに売却。
- 第五十二玉高丸

1973年8月竣工・就航。499.2総トン、全長50.8m、幅10.4m、出力2,000馬力、航海速力12.5ノット（最大14.0ノット）。
旅客定員450名。車両積載数：乗用車50台。讃岐造船鉄工所建造。
1983年、フィリピンに売船。
- 第七十一玉高丸[2][3]

1977年11月竣工。631.03総トン、全長59.90m、幅14.00m、出力2,000馬力、航海速力12.0ノット（最大14.0ノット）。
旅客定員480名。車両積載数：トラック（8t換算）22台。讃岐造船鉄工所建造。
引退後、サノヤス商事を経ていずみラインに売船。
- 第七十二玉高丸[2]→さんおりんぴあ

1979年2月竣工。644.50総トン、全長59.50m、幅14.00m、出力2,000ps、航海速力12.0ノット（最大14.00ノット）。
旅客定員480名、8tトラック22台。讃岐造船鉄工所建造。「第七十一玉高丸」と同型船。
1989年、両備運輸に売却し、船名を「さんおりんぴあ」に変更。1999年、パナマに売船。
- 第七十五玉高丸[2]→第一しょうどしま丸

1979年12月竣工・就航。642.12総トン、全長60.10m、幅14.00m、出力2,000ps、航海速力12.0ノット（最大14.00ノット）。
旅客定員480名、8tトラック22台。四国ドック建造。「第七十一玉高丸」と同型船。
1989年、「第一しょうどしま丸」に変更。1990年、中華人民共和国に売船。
- 第七十七玉高丸[2]→第八しょうどしま丸 (初代)

1980年9月竣工。644.26総トン、全長60.10m、幅14.00m、出力2,000ps、航海速力12.5ノット（最大13.7ノット）。
旅客定員480名、8tトラック22台。讃岐造船鉄工所建造。「第七十一玉高丸」と同型船。
1990年、「第八しょうどしま丸」 (初代)に変更。1993年、中華人民共和国に売船。その後同国にて改造が行われた。
- 第七十八玉高丸[2]→第八しょうどしま丸 (2代)

1982年11月竣工。680.27総トン、全長60.10m、幅14.00m、出力2,000ps、航海速力12.9ノット（最大13.8ノット）。
旅客定員480名、8tトラック22台。讃岐造船鉄工所建造。「第七十一玉高丸」と同型船。
1992年、「第八しょうどしま丸」 (2代)に変更。1998年、パナマに売船。

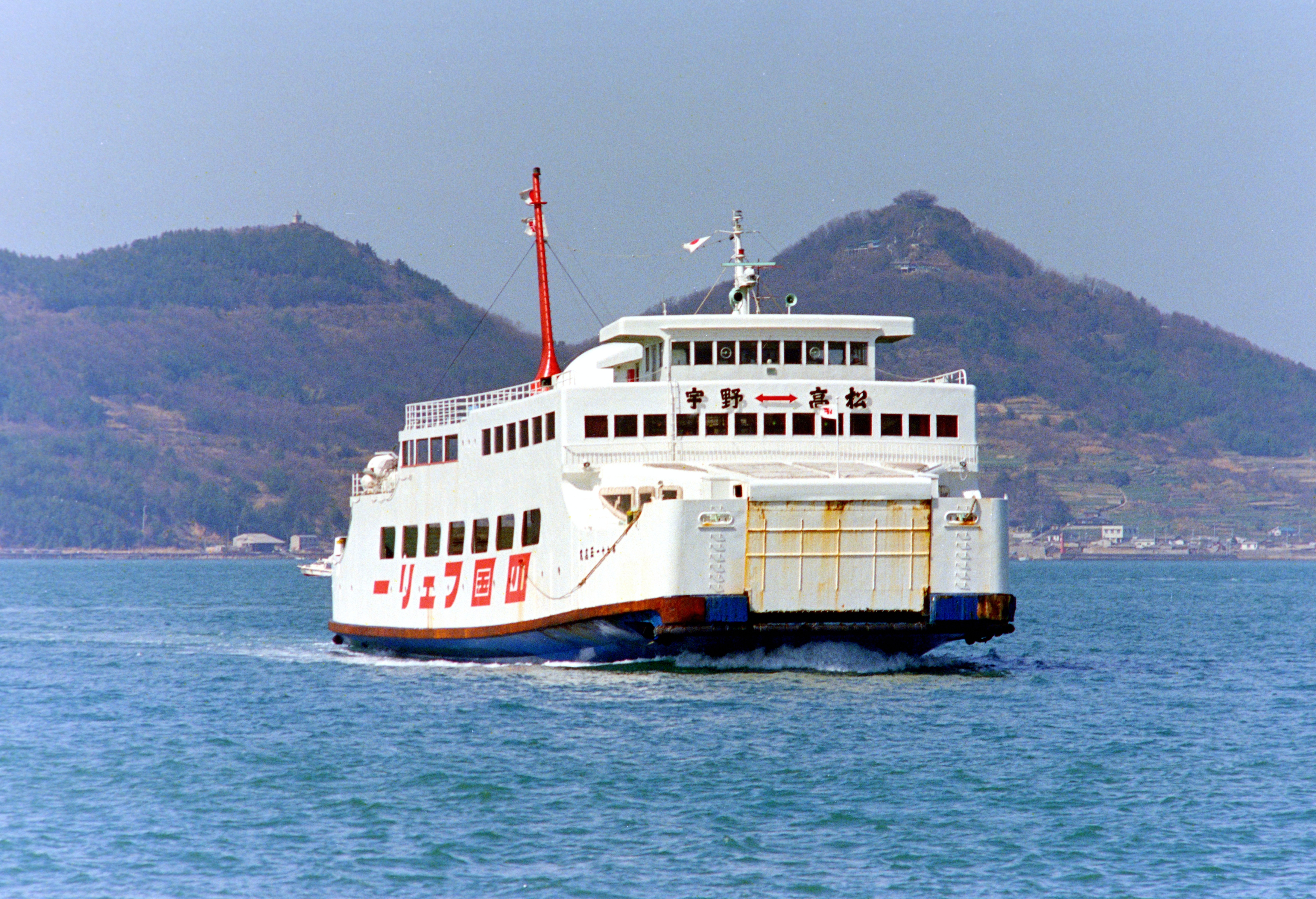
第七十一玉高丸
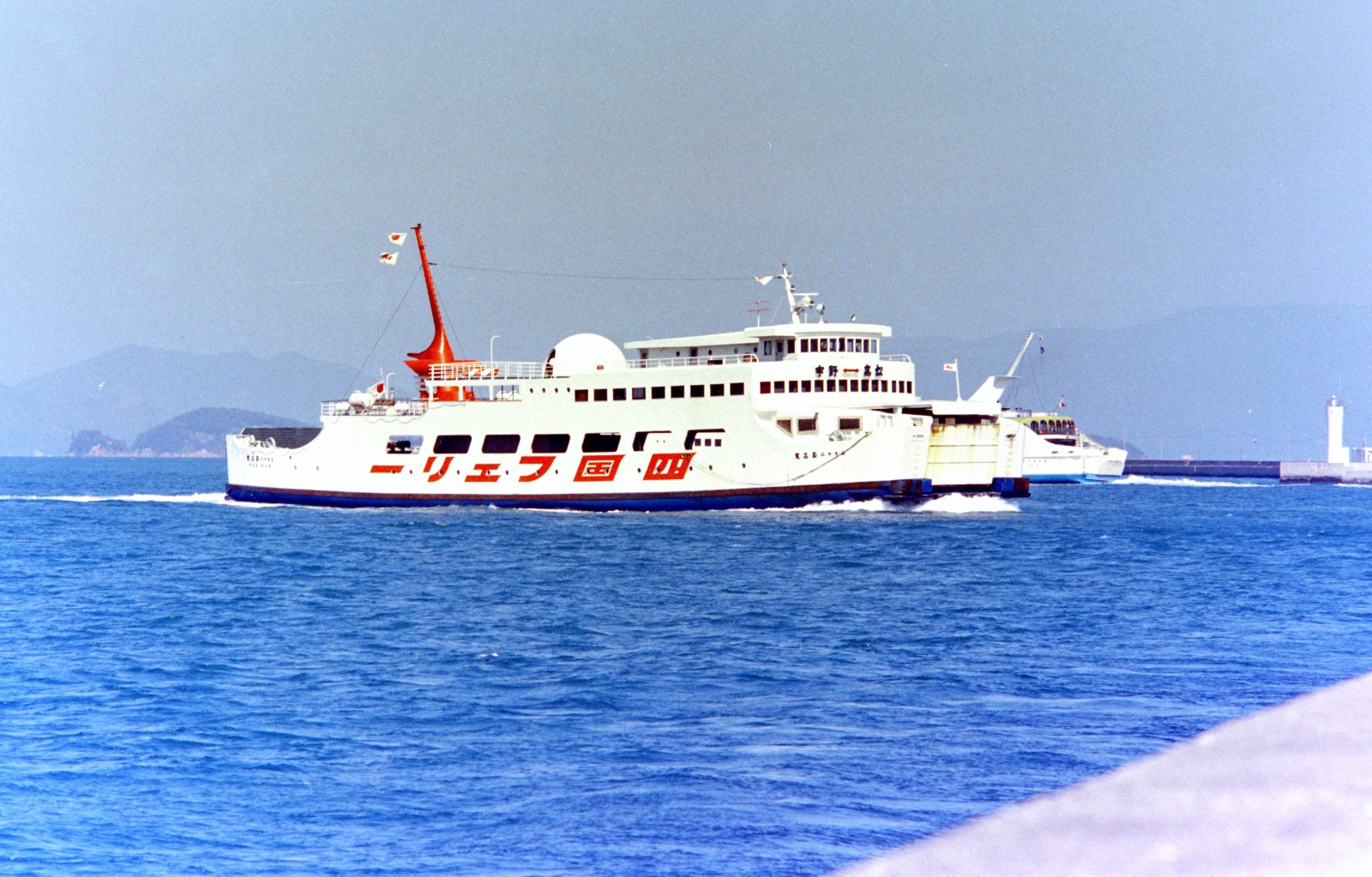
第七十二玉高丸
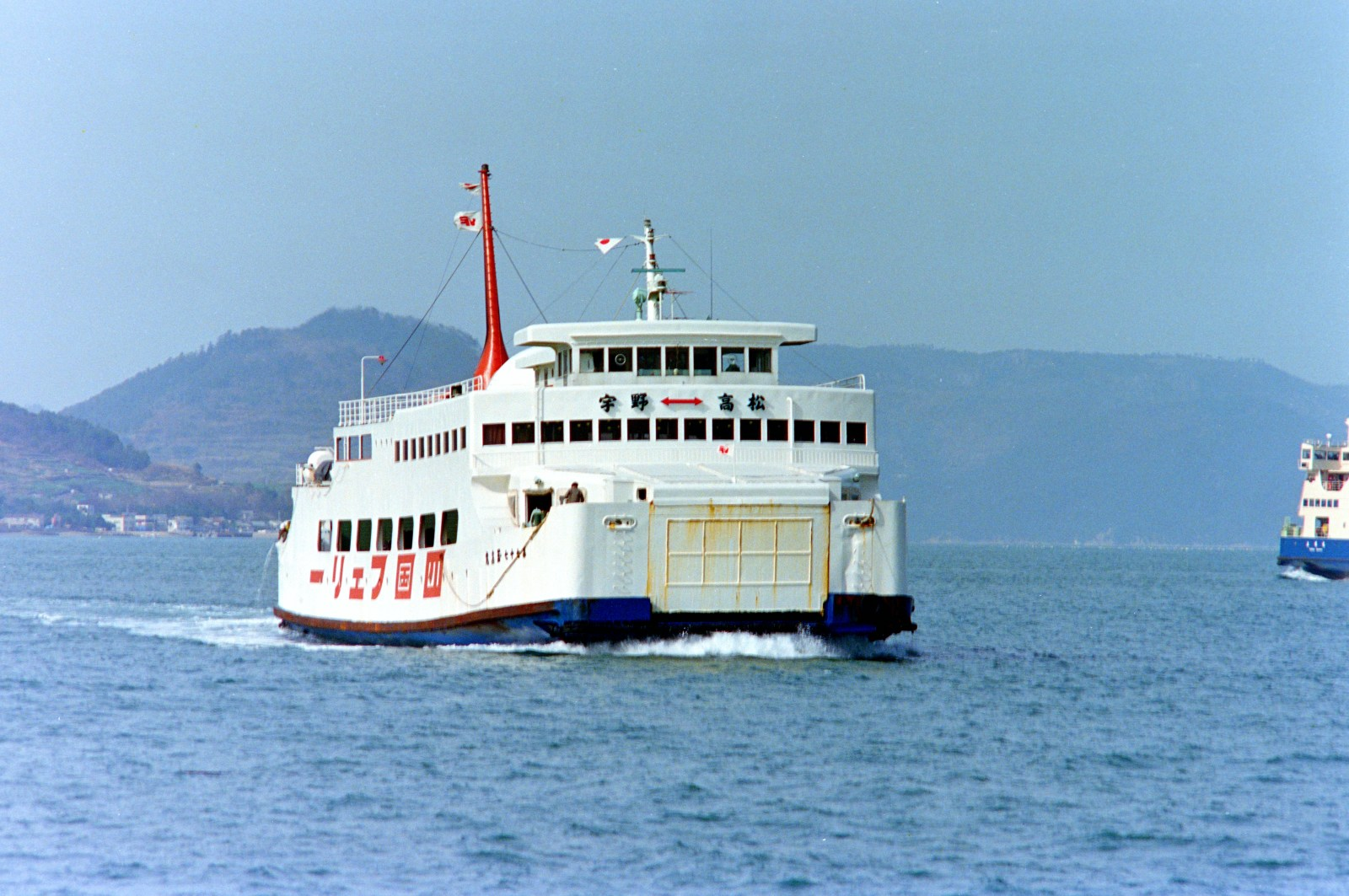
第七十七玉高丸
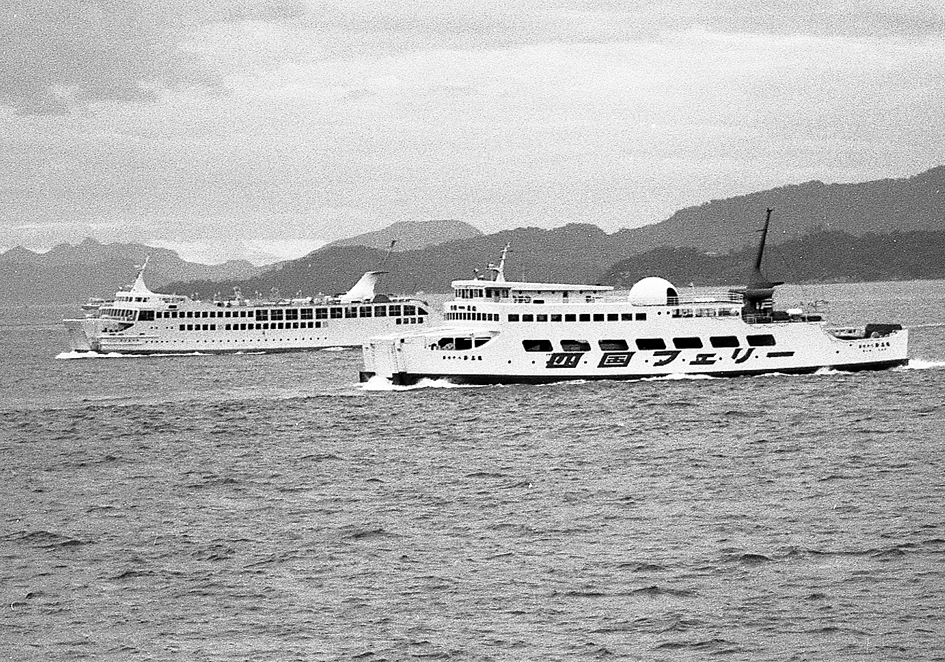
第七十八玉高丸（右）

- 第八十一玉高丸 (初代)[2]→第八しょうどしま丸 (3代)→第八十玉高丸→第五しょうどしま丸 (2代)

1988年12月竣工・就航。698→828→833総トン、全長73.00m、幅14.30m、出力2,600馬力、航海速力13.5ノット（最大14.7ノット）。
旅客定員480名。車両積載数：トラック（8t換算）19台。讃岐造船鉄工所建造。
第八十玉高丸時代は共同運航の津国汽船（本四フェリー）が運航を担当していた（2009年4月1日をもって当航路から退役）。
船名は、1997年、「第八しょうどしま丸」 (3代)に変更し岡山・小豆島（新岡山港 - 土庄港）航路へ。2004年、「第八十玉高丸」に変更し宇高航路に復帰。2009年、岡山・小豆島航路再転用に先立ち「第五しょうどしま丸」（2代）に。
2012年3月20日にインドネシアに売船。「MASAGENA（マサゲナ）」に改名され尾道港から同国へ回航中の同3月26日、鹿児島県屋久島沖で機関室に浸水し電源喪失により自力航行不能に。インドネシア人乗組員12名は第十管区海上保安本部に救助された。船そのものは沈没の可能性は低いとされ、海保が漂流しないよう曳航。
- 第八十一玉高丸 (2代)

1997年竣工、同年10月就航。699→965総トン、全長71.6m、幅14.3m、出力2,600馬力、航海速力13.5ノット（最大14.5ノット）。
旅客定員300名。車両積載数：トラック（8t換算）22台。
玉高丸としては最新の船舶だったが、減便に伴い2009年退役。その後、日本国外に売却された。
- 第八十二玉高丸[3]

1989年7月竣工、同月就航、2001年改装。699→855総トン、全長71.55m、幅14.30m、出力2,600馬力、航海速力12.5ノット（最大14.0ノット）。
旅客定員300名。車両積載数：トラック（8t換算）22台。讃岐造船鉄工所建造。
老朽化に伴い2014年3月22日をもって退役。
2020年6月13日、インドネシアに売却された本船(現船名Dharma Rucitra 3)が岸壁に着岸直前に浸水した。当時かなりの積載車輛があった。
- 第八十五玉高丸[3]

1990年10月竣工・就航。698→852総トン、全長71.6m、幅14.3m、出力2,600馬力、航海速力13.5ノット（最大14.5ノット）。
旅客定員300名。車両積載数：トラック（8t換算）22台。讃岐造船鉄工所建造。
2017年3月12日終航。同年3月フィリピンのサンタクララシッピング会社に売船。
- 第八十七玉高丸

1992年竣工、同年9月就航。853総トン。全長71.6m、幅14.3m、出力2,600馬力、航海速力13.5ノット（最大14.5ノット）。
旅客定員300名。車両積載数：トラック（8t換算）22台。
2017年3月31日終航。同年4月フィリピンのサンタクララシッピング会社に売船。
- 第一しょうどしま丸
2000年9月25日竣工、同日就航、999総トン、旅客定員490名。
全長68.26m、幅14.3m、深さ3.69m、主機：ニイガタ 6M30BFT×2 2646kW、航海速力13.5ノット、最高速力15.6ノット。
車両積載数：トラック（8t換算）20台。讃岐造船鉄工所建造。
2017年3月の第八十五玉高丸・第八十七玉高丸の引退により、 高松⇔土庄航路から高松⇔宇野航路に転配、航路最後の就航船となった。
転属後も側面に「Olive Line」「オリーブしまちゃん」が残され土庄航路時代そのままの外観であったが、2017年11月に改装、玉高丸を彷彿させる「四国フェリー」のロゴと「うどん県マーク」が描かれた。ただし赤いダミーファンネルの側面は玉高丸にあった四国フェリーのSFマークではなく依然としてオリーブのイラストが描かれたままであった。2019年12月16日の宇高航路休止に伴い引退。

※凡例：(80) - 第八十玉高丸、(81) - 第八十一玉高丸、(82) - 第八十二玉高丸

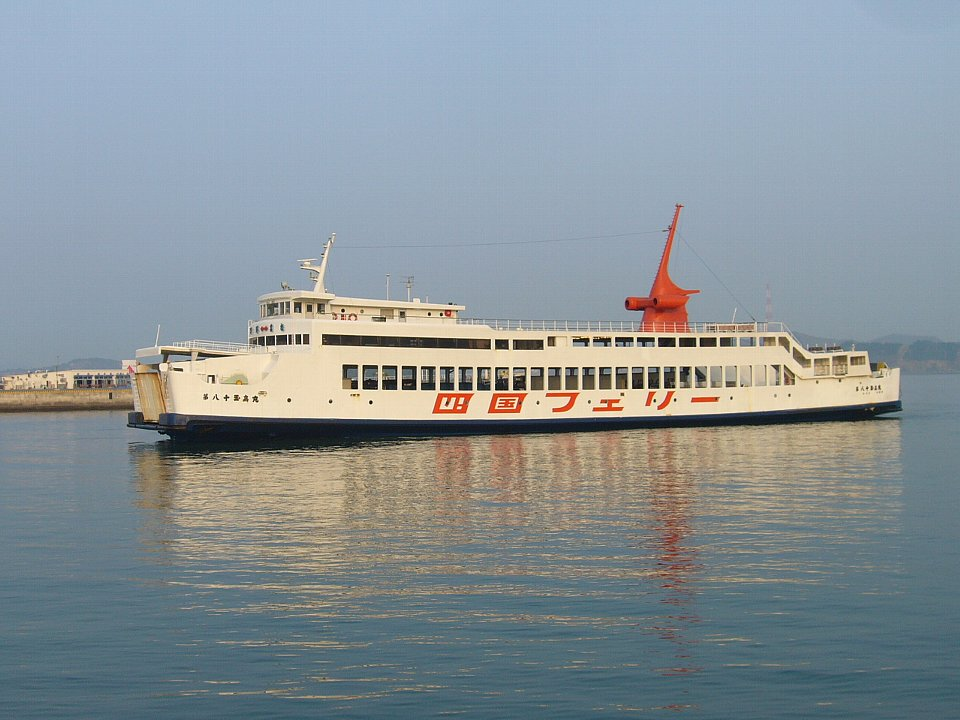
外観 (80) - 宇野港
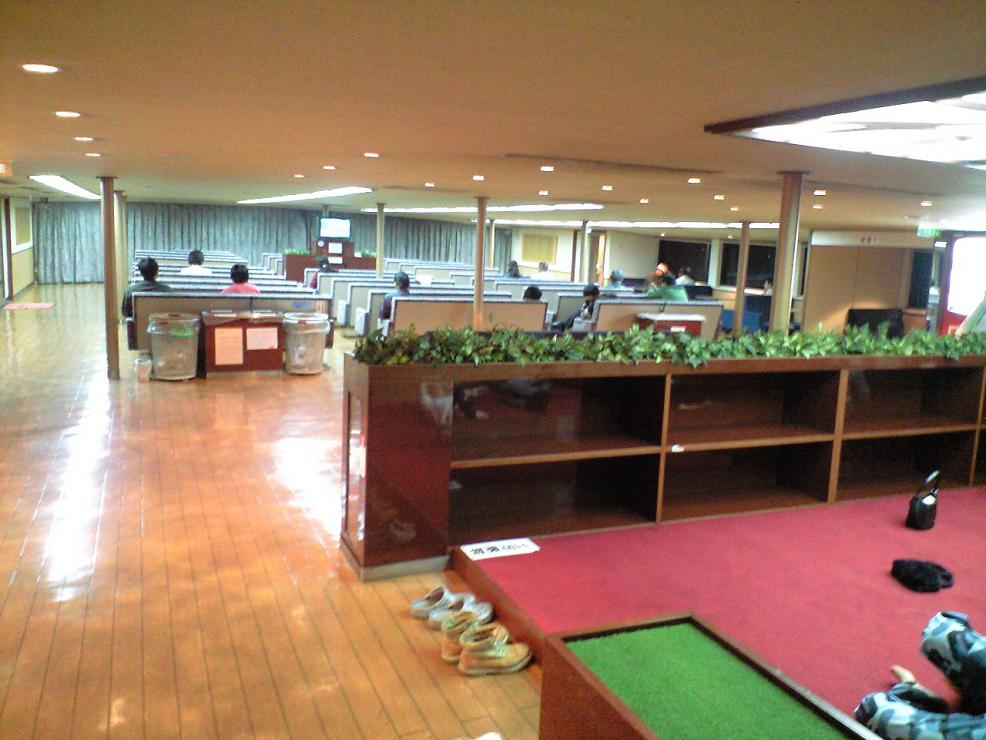
客室 (81)
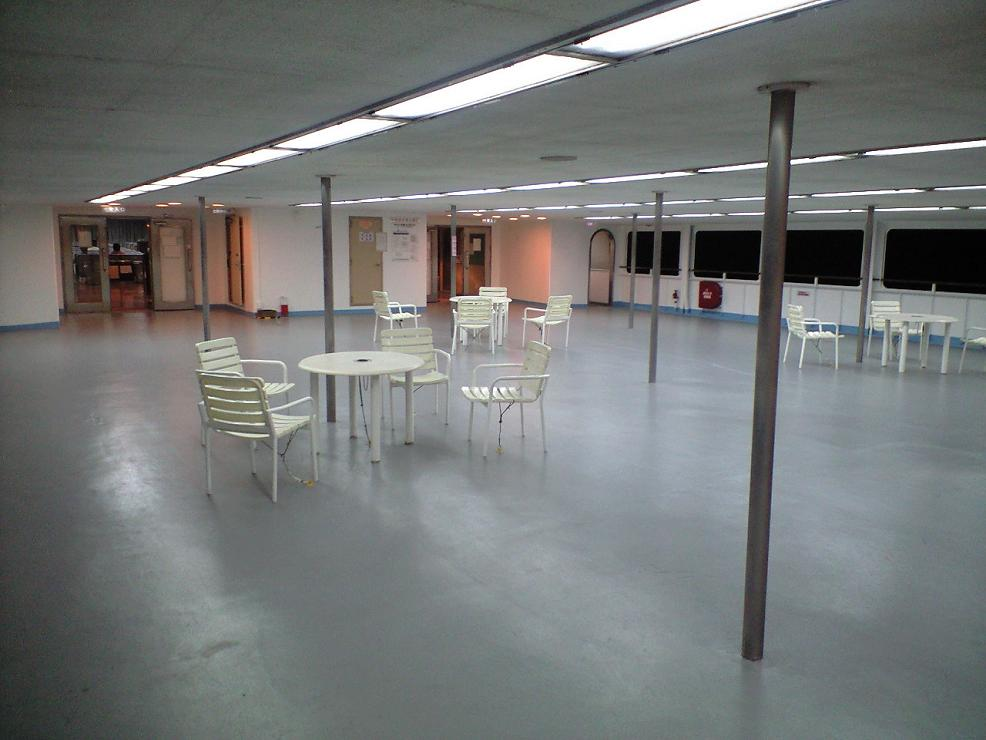
屋外デッキ (81)
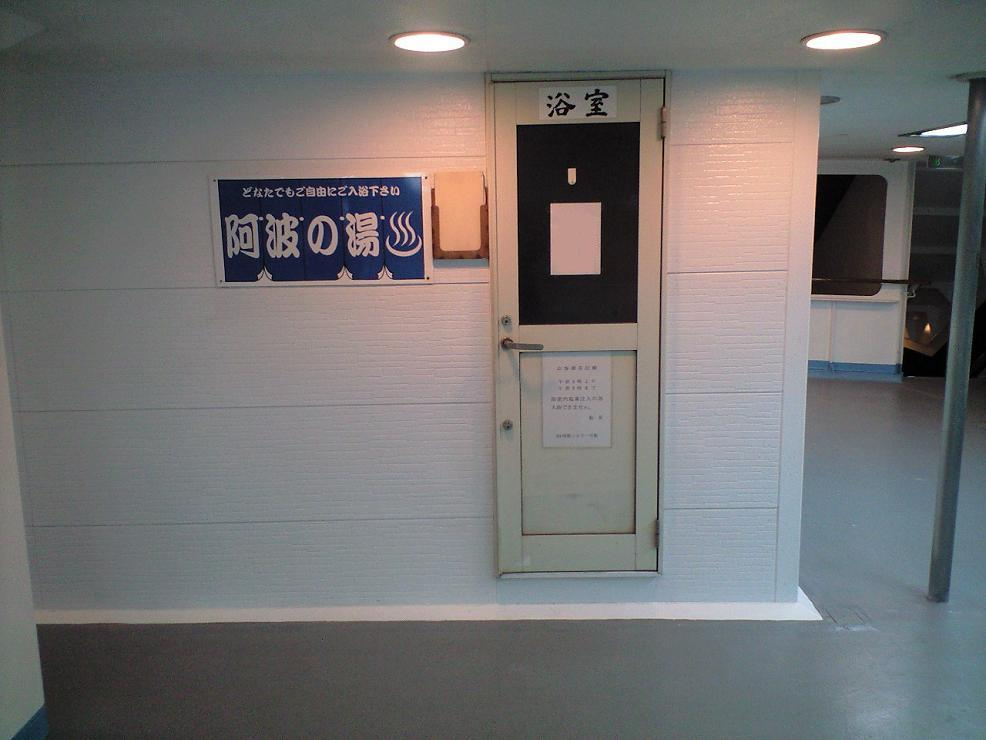
浴室入口 (81)
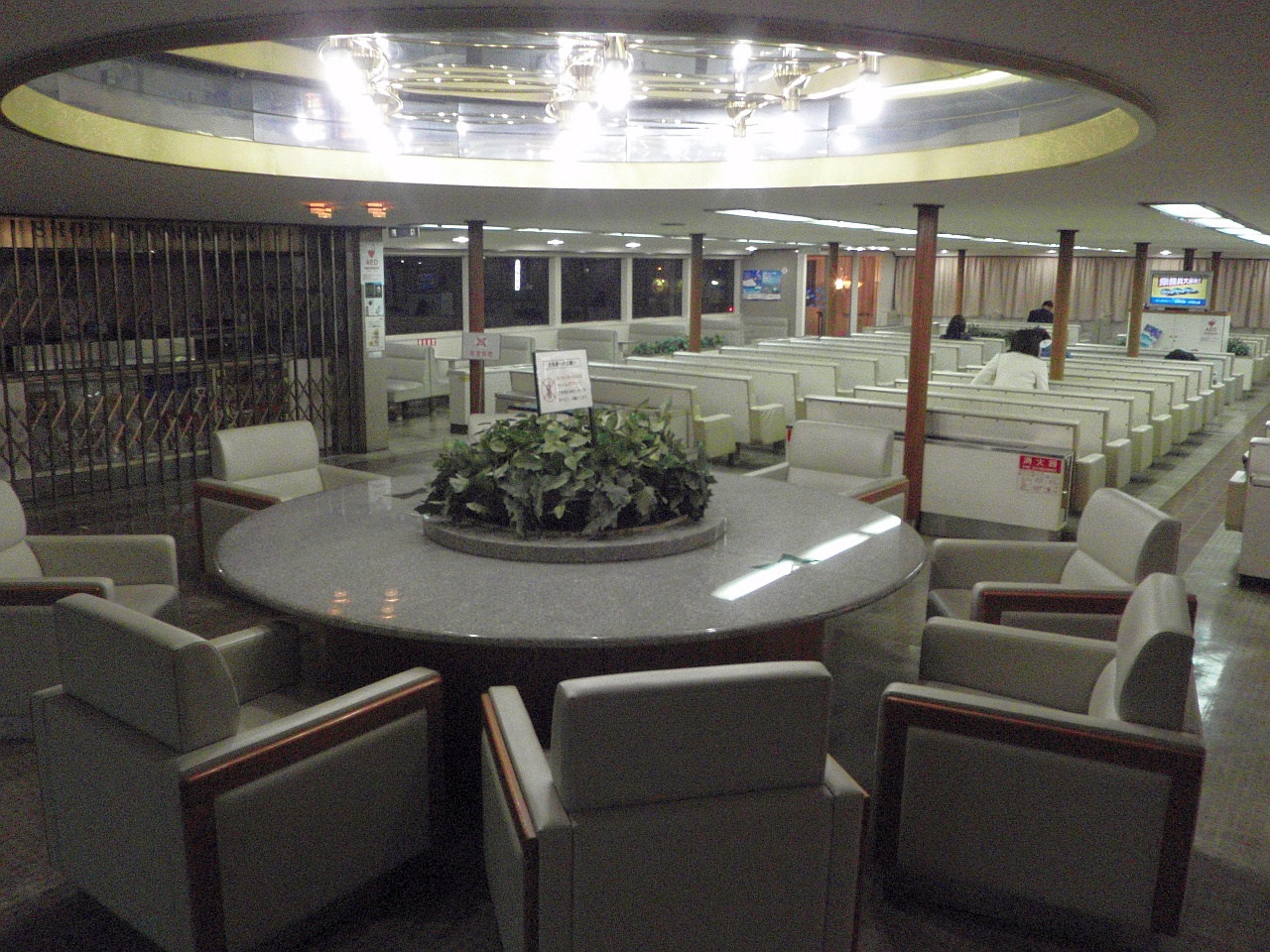
客室 (82)
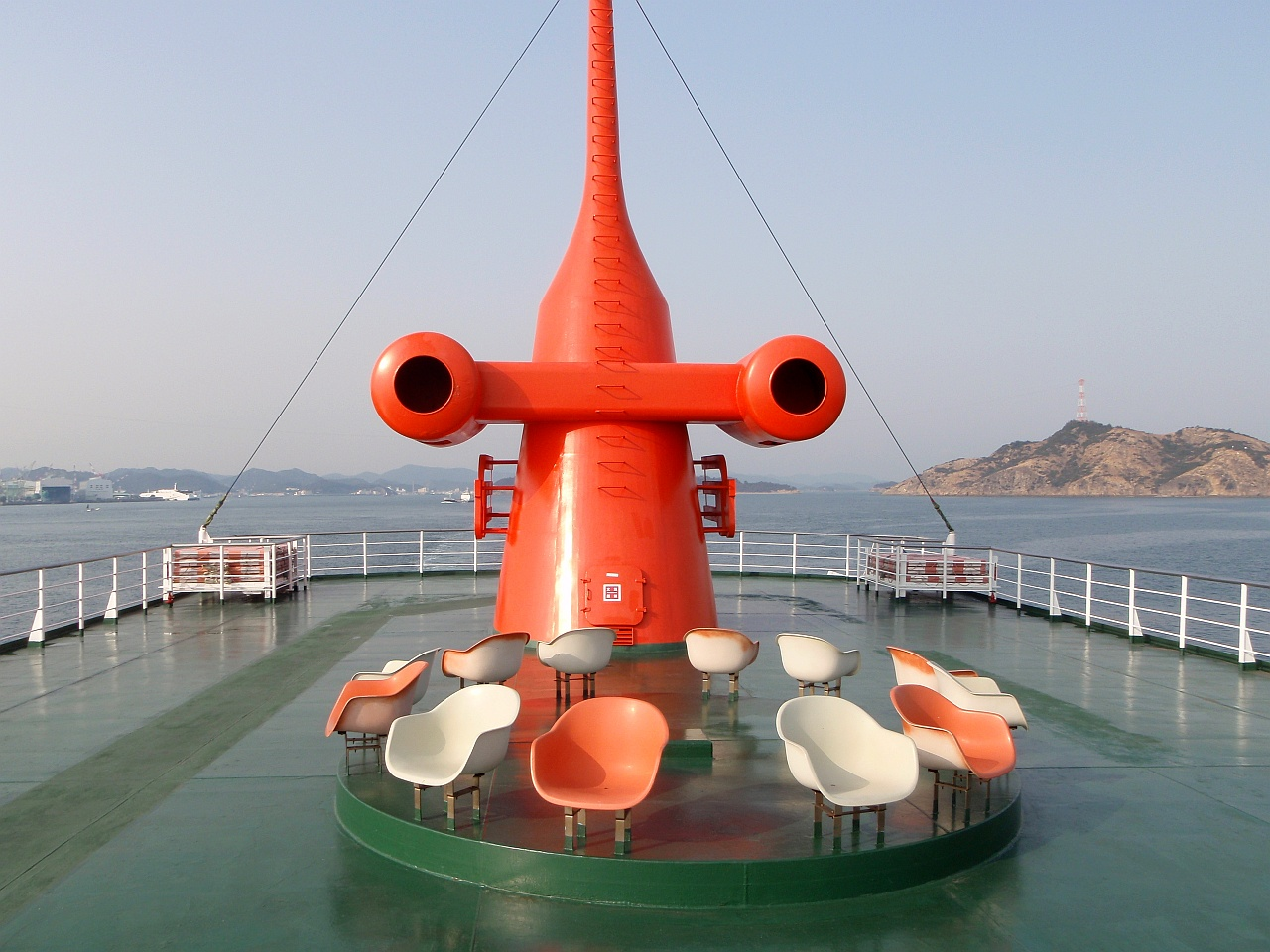
デッキ (82)
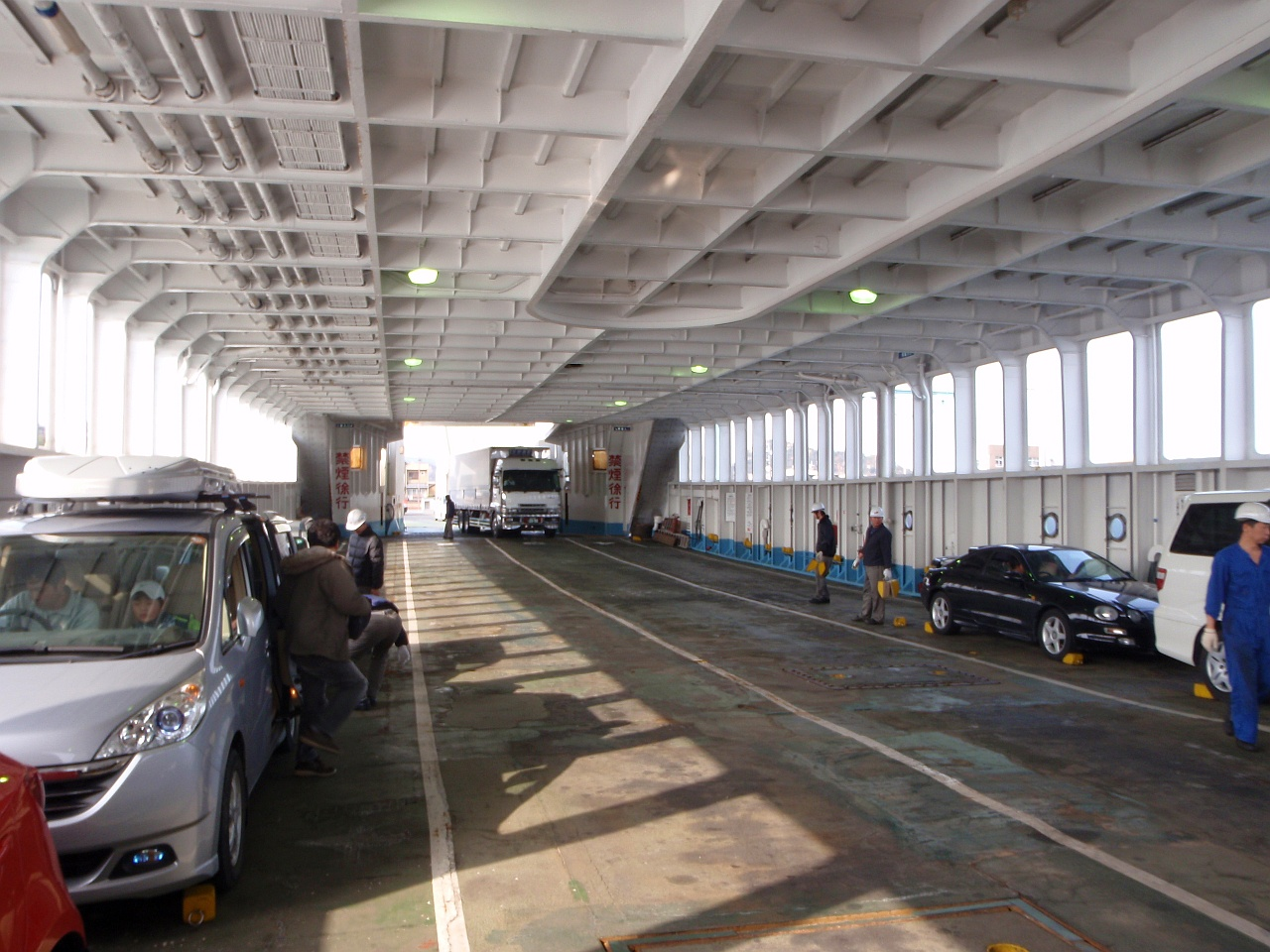
カーデッキ (82)
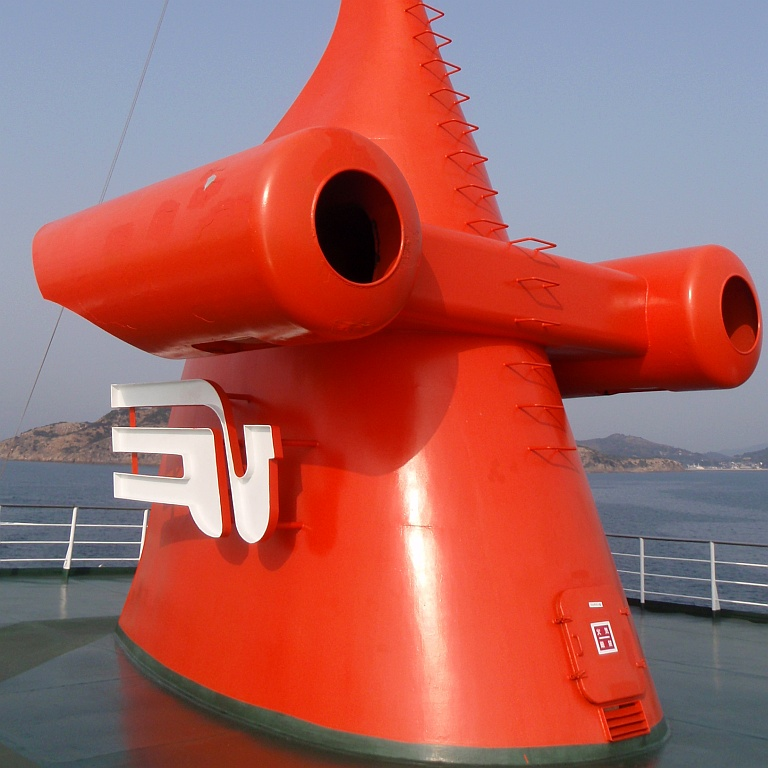
ファンネル (82)